# Centaurea handelii
Centaurea handelii — вид квіткових рослин айстрових (Asteraceae). Ареал: Туреччина (південно-східна Анатолія), північний Ірак, Сирія (Джазіра).

## Середовище
Населяє піщані луки.

## Морфологічна характеристика
Це багаторічник 10–15 см заввишки. Прикореневі листки перисто-розсічені, сегменти довгасті; верхні листки сидячі, ланцетні, загострені. Квіткові голови великі, поодинокі, яйцеподібні.